# 2e étape du Tour de France 2010
Pour un article plus général, voir Tour de France 2010.
La 2e étape du Tour de France 2010 s'est déroulée le lundi 5 juillet 2010 entre Bruxelles et Spa sur 201 km. Le Français Sylvain Chavanel (Quick Step) remporte en solitaire cette étape et s'empare du maillot jaune.

## Parcours de l'étape
Cette étape part de la capitale belge Bruxelles et arrive à Spa, à l'est du pays, dans la province de Liège. Le parcours sort de la région de Bruxelles-Capitale par l'est. Il passe par le Brabant flamand, puis traverse le Brabant wallon et son chef-lieu, Wavre. Après une brève incursion au nord de la province de Namur, il entre en province de Liège où se déroule la majeure partie de l'étape. Elle comprend six côtes comptant pour le classement de la montagne, situées dans les 103 derniers kilomètres. Les trois premières sont en quatrième catégorie : la côte de France, la côte de Filot et la côte de Werbomont. Les trois suivantes, dans les quarante derniers kilomètres, sont en troisième catégorie : la côte d'Aisomont, la côte de Stockeu et le col du Rosier. Cette fin de parcours vallonnée vaut à cette étape des comparaisons avec les classiques ardennaises : la Flèche wallonne et Liège-Bastogne-Liège. La côte de Stockeu fait partie du parcours de cette dernières. Trois sprints intermédiaires sont disputés, à Perwez (km 39,5), Seny (km 112) et Coo (km 167,5).

## La course

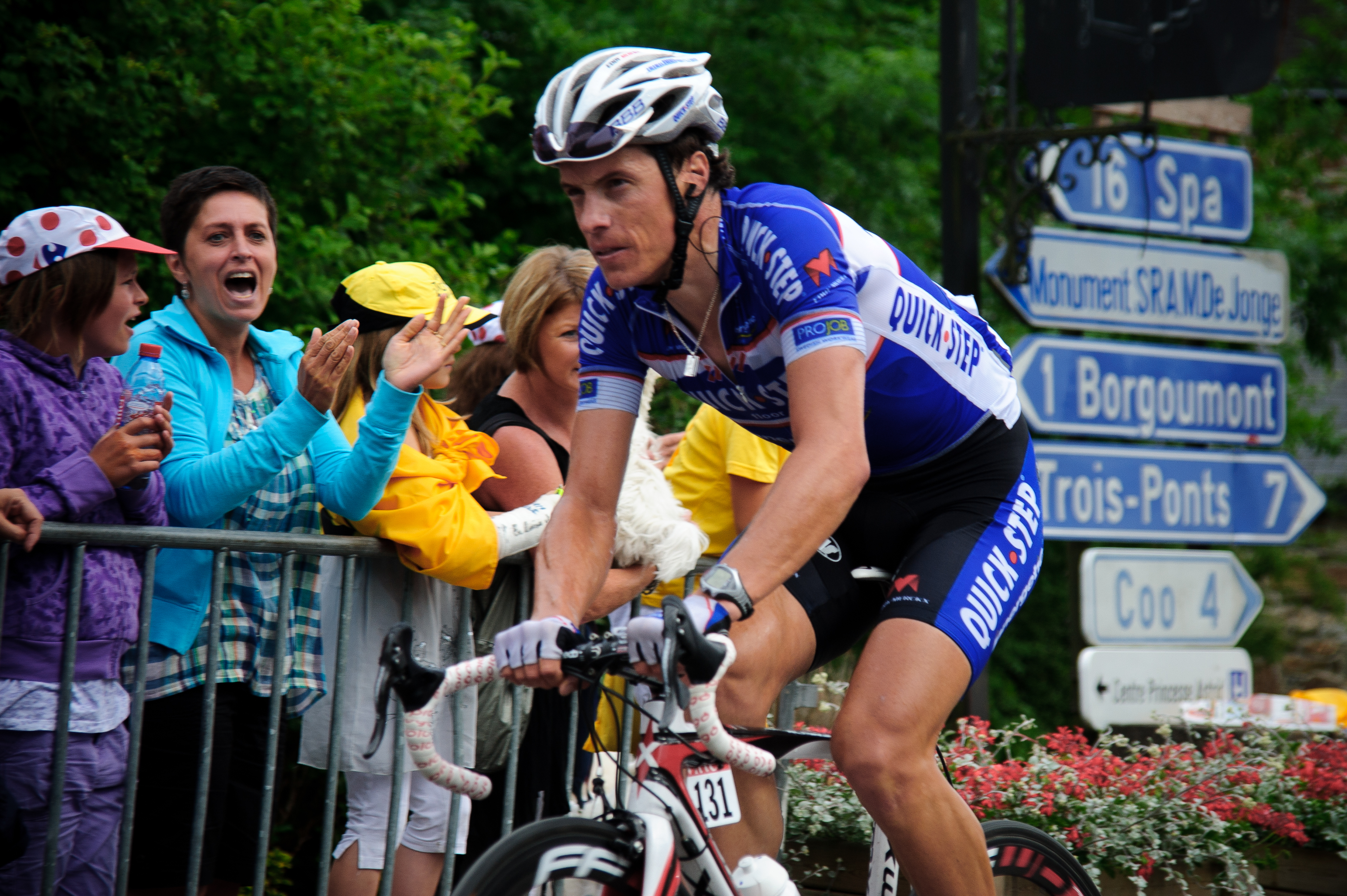
Chavanel s'impose en solitaire.

Sylvain Chavanel s'empare du maillot jaune en remportant l'étape avec 3 minutes 56 d'avance sur le peloton. Chavanel s'était échappé au kilomètre 11, il a ensuite été rejoint par sept autres coureurs au kilomètre 17.
De nombreuses chutes ont eu lieu, notamment Andy et Fränk Schleck, qui furent attendus par le groupe maillot jaune. Cette attente a permis la victoire de Chavanel. À l'arrivée, le sprint pour la deuxième place n'a pas eu lieu, l'étape ayant été neutralisée en signe de protestation contre sa dangerosité, au lendemain d'une étape déjà marquée par les chutes. Cette décision peut avoir pour effet une neutralisation de l'étape par les commissaires qui pourraient alors décider de ne pas attribuer de points, hormis à Chavanel.

## Sprints intermédiaires
| Premier   | Jürgen Roelandts  | 6 pts. |
| Deuxième  | Sylvain Chavanel  | 4 pts. |
| Troisième | Francesco Gavazzi | 2 pts. |

| Premier   | Jürgen Roelandts | 6 pts. |
| Deuxième  | Sébastien Turgot | 4 pts. |
| Troisième | Sylvain Chavanel | 2 pts. |

| - 3. Sprint intermédiaire de Coo (kilomètre 177) \| Premier \| Jürgen Roelandts \| 6 pts. \| \| Deuxième \| Sylvain Chavanel \| 4 pts. \| \| Troisième \| Maxime Monfort \| 2 pts. \| |                  |        |
| Premier | Jürgen Roelandts | 6 pts. |
| Deuxième | Sylvain Chavanel | 4 pts. |
| Troisième | Maxime Monfort   | 2 pts. |

## Côtes
| Premier   | Jérôme Pineau | 3 pts |
| Deuxième  | Matthew Lloyd | 2 pts |
| Troisième | Rein Taaramäe | 1 pt  |

| Premier   | Jérôme Pineau | 3 pts |
| Deuxième  | Rein Taaramäe | 2 pts |
| Troisième | Matthew Lloyd | 1 pt  |

| Premier   | Jérôme Pineau | 3 pts |
| Deuxième  | Rein Taaramäe | 2 pts |
| Troisième | Matthew Lloyd | 1 pt  |

| Premier   | Jérôme Pineau     | 4 pts |
| Deuxième  | Rein Taaramäe     | 3 pts |
| Troisième | Marcus Burghardt  | 2 pts |
| Quatrième | Francesco Gavazzi | 1 pt  |

| Premier   | Sylvain Chavanel  | 4 pts |
| Deuxième  | Jürgen Roelandts  | 3 pts |
| Troisième | Maxime Monfort    | 2 pts |
| Quatrième | Francesco Gavazzi | 1 pt  |

| Premier   | Sylvain Chavanel  | 4 pts |
| Deuxième  | Maxime Monfort    | 3 pts |
| -         | Carlos Barredo    | -     |
| Quatrième | Fabian Cancellara | 1 pt  |

## Classement de l'étape
| Classement de la 2e étape | Classement de la 2e étape | Classement de la 2e étape | Classement de la 2e étape | Classement de la 2e étape |
|                           | Coureur                   | Pays                      | Équipe                    | Temps                     |
| ------------------------- | ------------------------- | ------------------------- | ------------------------- | ------------------------- |
| 1er                       | Sylvain Chavanel          | FRA                       | Quick Step                | en 4 h 40 min 48 s        |
| 2e                        | Maxime Bouet              | FRA                       | AG2R La Mondiale          | + 3 min 56 s              |
| 3e                        | Fabian Wegmann            | GER                       | Team Milram               | m.t.                      |
| 4e                        | Robbie McEwen             | AUS                       | Team Katusha              | m.t.                      |
| 5e                        | Christian Knees           | GER                       | Team Milram               | m.t.                      |
| 6e                        | Jürgen Roelandts          | BEL                       | Omega Pharma-Lotto        | m.t.                      |
| 7e                        | Thor Hushovd              | NOR                       | Cervélo TestTeam          | m.t.                      |
| 8e                        | Linus Gerdemann           | GER                       | Team Milram               | m.t.                      |
| 9e                        | Matthieu Ladagnous        | FRA                       | FDJ                       | m.t.                      |
| 10e                       | Bernhard Eisel            | AUT                       | Team HTC-Columbia         | m.t.                      |
| modifier                  |                           |                           |                           |                           |

## Classement général
| Classement général à la 2e étape | Classement général à la 2e étape | Classement général à la 2e étape | Classement général à la 2e étape | Classement général à la 2e étape |
|                                  | Coureur                          | Pays                             | Équipe                           | Temps                            |
| -------------------------------- | -------------------------------- | -------------------------------- | -------------------------------- | -------------------------------- |
| 1er                              | Sylvain Chavanel                 | FRA                              | Quick Step                       | en 10 h 1 min 25 s               |
| 2e                               | Fabian Cancellara                | SUI                              | Team Saxo Bank                   | + 2 min 57 s                     |
| 3e                               | Tony Martin                      | GER                              | Team HTC-Columbia                | + 3 min 7 s                      |
| 4e                               | David Millar                     | USA                              | Garmin-Transitions               | + 3 min 17 s                     |
| 5e                               | Lance Armstrong                  | USA                              | Team RadioShack                  | + 3 min 19 s                     |
| 6e                               | Geraint Thomas                   | GBR                              | Team Sky                         | + 3 min 20 s                     |
| 7e                               | Alberto Contador                 | ESP                              | Astana                           | + 3 min 24 s                     |
| 8e                               | Levi Leipheimer                  | USA                              | Team RadioShack                  | + 3 min 25 s                     |
| 9e                               | Edvald Boasson Hagen             | NOR                              | Team Sky                         | + 3 min 29 s                     |
| 10e                              | Linus Gerdemann                  | GER                              | Team Milram                      | + 3 min 30 s                     |
| modifier                         |                                  |                                  |                                  |                                  |

## Classements annexes

### Classement par points
| Classement par points | Classement par points | Classement par points | Classement par points | Classement par points |
| --------------------- | --------------------- | --------------------- | --------------------- | --------------------- |
|                       | Coureur               | Pays                  | Équipe                | Point(s)              |
| 1er                   | Sylvain Chavanel      | FRA                   | Quick Step            | 44 points             |
| 2e                    | Alessandro Petacchi   | ITA                   | Lampre-Farnese        | 35 pts                |
| 3e                    | Jürgen Roelandts      | BEL                   | Omega Pharma-Lotto    | 34 pts                |
| modifier              |                       |                       |                       |                       |

### Classement du meilleur grimpeur
| Classement du meilleur grimpeur | Classement du meilleur grimpeur | Classement du meilleur grimpeur | Classement du meilleur grimpeur | Classement du meilleur grimpeur |
| ------------------------------- | ------------------------------- | ------------------------------- | ------------------------------- | ------------------------------- |
|                                 | Coureur                         | Pays                            | Équipe                          | Point(s)                        |
| 1er                             | Jérôme Pineau                   | FRA                             | Quick Step                      | 13 points                       |
| 2e                              | Sylvain Chavanel                | FRA                             | Quick Step                      | 8 pts                           |
| 3e                              | Rein Taaramäe                   | EST                             | Cofidis                         | 8 pts                           |
| modifier                        |                                 |                                 |                                 |                                 |

### Classement du meilleur jeune
| Classement général du meilleur jeune | Classement général du meilleur jeune | Classement général du meilleur jeune | Classement général du meilleur jeune | Classement général du meilleur jeune |
|                                      | Coureur                              | Pays                                 | Équipe                               | Temps                                |
| ------------------------------------ | ------------------------------------ | ------------------------------------ | ------------------------------------ | ------------------------------------ |
| 1er                                  | Tony Martin                          | GER                                  | Team HTC-Columbia                    | en 10 h 4 min 32 s                   |
| 2e                                   | Geraint Thomas                       | GBR                                  | Team Sky                             | + 13 s                               |
| 3e                                   | Edvald Boasson Hagen                 | NOR                                  | Team Sky                             | + 22 s                               |
| modifier                             |                                      |                                      |                                      |                                      |

### Classement par équipes
| Classement par équipes | Classement par équipes | Classement par équipes | Classement par équipes |
|                        | Équipe                 | Pays                   | Temps                  |
| ---------------------- | ---------------------- | ---------------------- | ---------------------- |
| 1re                    | Quick Step             | Belgique               | en 30 h 11 min 40 s    |
| 2e                     | Team RadioShack        | États-Unis             | + 2 min 51 s           |
| 3e                     | Team HTC-Columbia      | États-Unis             | + 2 min 52 s           |
| modifier               |                        |                        |                        |

## Abandons
- Adam Hansen (Team HTC-Columbia) : non partant, à la suite de multiples fractures provoquées par une chute dès la première heure de course de la 1re étape, à la suite de l'entrée d'un chien au milieu du peloton.
- Mickaël Delage (Omega Pharma-Lotto) : abandonne, souffrant d'une fracture au visage au niveau du maxillaire supérieur provoquées par une chute durant la 1re étape.